# 3251 Eratosthenes
3251 Eratosthenes је астероид главног астероидног појаса са средњом удаљеношћу од Сунца која износи 3,114 астрономских јединица (АЈ).
Апсолутна магнитуда астероида је 12,9.